# ЛБ-62
ЛБ-62 —  радянський легкий бронеавтомобіль періоду  Другої світової війни. Був створений в 1940 році на шасі  повнопривідного  вантажного автомобіля ГАЗ-62 з використанням довоєнних радянських напрацювань по повнопривідним бронеавтомобілям. В цілому ЛБ-62 виявився вдалою машиною. Всього було випущено 60 бронемашин цього типу. ЛБ-62 став першим в СРСР повнопривідним автомобілем

## Конструкція

### Броньовий корпус і озброєння
Повністю закритий суцільнозварний корпус бронемашини мав добре продуману раціональну форму та виготовлявся з листів катаної сталі товщиною 10 мм. Бронювання лобової проєкції досягало 13 мм. Верхні частини бортів сходилися догори, а нижні — донизу, таким чином, в поперечному перерізі корпус бронемашини мав форму двох трапецій із спільною основою. Такий броньовий захист надійно вкривав екіпаж з трьох осіб, а також основні вузли та агрегати машини від ураження кулями та осколками снарядів і мін малого калібру. Для входу та виходу з машини в бортах корпусу були прямокутні двері, що відкривалися вперед по ходу руху.
У відділенні управління ліворуч сидів водій, який спостерігав за дорогою через лобове вікно, яке в бойовій обстановці закривалося бронекришкою з оглядовою щілиною. Додатковий огляд забезпечували оглядові щілини в бортових дверях. Всі оглядові щілини були обладнані куленепробивними наглядовими приладами ПТ-К. Праворуч від водія сидів командир машини. Перед ним у скошеному лобовому листі корпусу в кульовій установці було змонтовано 7,62-мм кулемет ДТ. Однак командир повинен був не лише вести вогонь з цього кулемета, але і підтримувати зв'язок з допомогою радіостанції 71-ТК-1.
У задній частині корпусу на даху бойового відділення була встановлена конічна башта кругового обертання, озброєна 12,7-мм кулеметом ДШК і спареним з ним 7,62-мм кулеметом ДТ. Боєкомплект до великокаліберного кулемета складався з 500 патронів і до двох кулеметів ДТ — з 3150 патронів. У бойовій обстановці огляд з башти забезпечували оглядові щілини в її бортах. У більш безпечній обстановці вести спостереження за місцевістю можна було через верхній баштовий люк. Крім того, за необхідності через нього можна було покинути бронемашину.

### Силова установка
У моторному відсіку, розташованому в передній частині машини, був встановлений шестициліндровий карбюраторний рядний двигун рідинного охолодження ГАЗ-202, що розвивав потужність 62,5 кВт (85 к.с.), що дозволяло бронеавтомобілю з бойовою масою 5,15 т. рухатися по дорогах з твердим покриттям з максимальною швидкістю 70 км/год. З повними паливними баками ЛБ-62 міг пройти, залежно від стану дороги, від 360 до 500 км

### Ходова частина
У повнопривідної (4x4) ходової частини з підвіскою на напівеліптичних листових ресорах використовувалися односхилі колеса з кулестійкими шинами типу «граунд-гріп». Передні та задні колеса прикривалися багатогранними незграбними крилами. На кормовому листі корпусу на спеціальному кронштейні кріпилося запасне колесо. На передніх крилах були встановлені фари, які забезпечували рух в темний час доби.